# Vincenzo Morabito
Vincenzo Morabito (Reggio Calabria, 18 dicembre 1903 – 19 luglio 1988) è stato un politico italiano.

## Biografia
Professore ordinario di matematica e fisica, esponente del Partito Socialista Italiano. Alle elezioni politiche della primavera 1963 è candidato al Senato, risultando il primo dei non eletti nella Circoscrizione Calabria. Diventa senatore nel giugno successivo, dopo l'improvvisa morte per infarto del collega Giuseppe Femia. Nel novembre 1966 aderisce con la maggioranza del suo partito al gruppo PSI-PSDI Unificati. Conclude il proprio mandato parlamentare nel 1968.